# The Best of Player
The Best of Player es la segunda caja recopilatoria de la banda estadounidense de rock Player, publicada en noviembre de 1998..
Fue otro de los discos más completos en recopilación, ya que en él se encuentran 15 canciones del grupo, las cuales fueron lanzadas desde su ingreso a la fama en 1978 hasta su declive en 1980 pese a que su estilo pop pasó a ser más ácido. Compuesto por la discográfica PolyGram y bajo la producción de Beckett, Lambert, Potter, Peluso y Parker.

## Lista de canciones
1. Baby Come Back – 4:12
2. This Time I'm In It For Love – 4:25
3. Melanie – 3:47
4. Prisoner of Your Love – 6:25
5. I've Been Thinking – 4:15
6. Wait Until Tomorrow – 4:04
7. Givin' It All – 4:19
8. How Do You Think You Are? – 4:18
9. It's For You – 4:38
10. Bad News Travels Fast – 4:28
11. If Looks Could Kill – 3:34
12. Some Things Are Better Left Unsaid – 3:26
13. It's Only Hurts When I Breathe – 3:30
14. Beautiful Love – 4:57
15. Footprints In the Sand – 3:58

## Músicos
- Peter Beckett
- Ronn Moss
- JC Crowley
- John Friesen
- Miles Joseph

## Productores
- Dennis Lambert
- Brian Potter
- Peter Beckett
- Tony Peluso
- Parker